# Io Jane, tu Tarzan
Io Jane, tu Tarzan è stata una commedia musicale diretta da Enzo Trapani e trasmessa in prima visione su Rai 1 dall'8 marzo al 5 aprile 1989.

## Produzione
Lo sceneggiato musicale in quattro puntate segnava il ritorno in Rai dopo anni di militanza Fininvest per Carmen Russo e per il duo comico 
Franco e Ciccio. Il cast prevedeva anche la partecipazione straordinaria di Nino Manfredi nei panni dell'abate Faria, personaggio del romanzo Il conte di Montecristo di Alexandre Dumas padre.
Il programma, scritto da Bernardino Zapponi, Valeria Moretti e Emilio Ravel (accreditati come Walter Ego, Rosa Candida e Felix Leo), includeva anche segmenti di varietà, inserti animati di Giorgio Carpinteri e balletti (su coreografie di Enzo Paolo Turchi).